# Martial Raysse
Martial Raysse (* 12. Februar 1936 in Golfe Juan, Vallauris, Frankreich) ist ein französischer Maler, Bildhauer, Objekt- und Installationskünstler. Raysse zählt zu den Mitbegründern des Nouveau Réalisme.

## Leben und Werk
Raysse wuchs in Nizza auf. Er begann schon in seiner frühesten Jugend Aquarelle zu malen. Als Künstler ist er Autodidakt, er wandte sich bald nach einem Literaturstudium im Jahre 1954 an der Universität Nizza der Malerei zu. Anfangs orientierte er sich an der École de Paris, löste sich aber bald von der gerade populären abstrakten Malerei. 1957 hatte er seine erste Einzelausstellung in der Galerie Longchamp in Nizza. Während der Vernissage lernte er Jean Cocteau kennen. In Paris schloss sich Raysse einem Kreis von Künstlern an, dem unter anderem die Decollagisten Raymond Hains und Mimmo Rotella, die Objektkünstler Arman und Jean Tinguely sowie der Monochromist Yves Klein angehörten. Im Oktober 1960 wurde Raysse ein Gründungsmitglied der Les Nouveaux Réalistes unter der Leitung von Pierre Restany.
Auf der Suche nach einer „neuen realistischen Bildsprache“ begann Raysse mit Alltagsgegenständen zu experimentieren, die er zu Assemblagen und Ready-mades zusammenfügte und in Schaufenstern ähnlichen Kästen arrangierte. In der Folgezeit integrierte er außerdem Neonröhren in seine Werke und arbeitete mit Siebdrucken, in denen er unter anderem fluoreszierende Farben verwendete. Oft fügte er den Bildern weitere Alltagsgegenstände wie z. B. Sonnenschirme, Duschvorhänge oder aufblasbare Planschbecken bei. Mit Persiflagen auf die Konsumwelt reagierte er auf die aufkommende Pop Art. Für die Ausstellung Dylaby (dynamisches Labyrinth) im Amsterdamer Stedelijk Museum 1962 (u. a. zusammen mit Daniel Spoerri, Niki de Saint Phalle, Jean Tinguely und Robert Rauschenberg) installierte Raysse das Aufsehen erregende Environment Raysse Beach, das ihm internationale Bekanntheit bringen sollte. Durch seine dekorative Nähe zur Popkunst wurden bald amerikanische Galeristen auf den Franzosen aufmerksam. Während der gesamten 1960er Jahre nahm Raysse an Ausstellungen in den USA teil. Ab Mitte der 1960er begann Raysse experimentelle Kurzfilme wie  Jesus Cola (1967) zu drehen. 1968 nahm er an der 4. documenta in Kassel teil. Anfang der 1970er Jahre kehrte Raysse nach Südfrankreich zurück und trat der Künstlergruppe PIG bei. Ab dieser Zeit entstanden zahlreiche Objektkästen, die sich hauptsächlich mit Mystik und Magie befassen. 1981 hatte Raysse eine große Retrospektive im Centre Pompidou in Paris. Dort wurde von Mai bis September 2014 ein weiterer umfangreicher Werküberblick des Künstlers präsentiert. Im Oktober 2014 erhielt Martial Raysse in Tokio das prestigeträchtige Praemium Imperiale, verliehen von der Japan Art Association.
Martial Raysse lebt heute in Issignac in der Dordogne. Seine neueren Landschaftsbilder und Bronzen setzen sich weiterhin mit mythologischen Themen auseinander.

## Werke (Auswahl)
- 1962: Seventeen (Titre journalistique) [4]
- 1962: L'année dernière à Capri (Titre exotique), 184 × 134 cm, 1962[5]
- 1963: Nu Jaune et Calme [6]
- 1963: Soudain l’été dernier (Plötzlich letzten Sommer). Musée national d'Art moderne Centre Georges Pompidou, Paris. [7]
- 1964: Made in Japan. La Grande odalisque. Musée national d'Art moderne Centre Georges Pompidou, Paris. [8]

## Ausstellungen
- 1957: Galerie Longchamp, Nizza
- 1962: Iolas Gallery, New York
- 1965: Retrospektive Stedelijk Museum, Amsterdam
- 1968: 4. documenta, Kassel
- 1969: Biennale von Venedig
- 1977: documenta 6, Kassel
- 1981: Retrospektive Centre Pompidou, Paris
- 1992: Documenta IX, Kassel
- 1993: Museum Moderner Kunst Stiftung Ludwig, Palais Liechtenstein, Wien
- 1997: Martial Raysse - Chemin faisant, Frère crayon et Sainte gomme. Musée national d'Art moderne Centre Georges Pompidou, Paris
- 2003/04: Geschenkte Kunst. Gemeinschaftsausstellung im Ludwig Museum Koblenz
- 2005: Martial Raysse – Dieu Mercium. New Galerie de France, Paris
- 2014: Martial Raysse, Centre Georges Pompidou, Paris
- 2015: Martial Raysse, Palazzo Grassi, Venedig, 12. April bis 30. November 2015
- 2016: Sommersonne, Museum Kunstpalast, Düsseldorf